# Ullals del riu Verd
Ullals del riu Verd este o arie protejată (sit de importanță comunitară — SCI) din Spania întinsă pe o suprafață de 27,94 ha, integral pe uscat.

## Localizare
Centrul sitului Ullals del riu Verd este situat la coordonatele 39°08′46″N 0°31′55″W / 39.146°N 0.5319°V.

## Înființare
Situl Ullals del riu Verd a fost declarat sit de importanță comunitară în iulie 2001 pentru a proteja 2 specii de animale.

## Biodiversitate
Situată în ecoregiunea mediteraneană, aria protejată conține 2 habitate naturale: Ape puternic oligomezotrofe cu vegetație bentonică cu Chara spp., Lacuri eutrofice naturale cu vegetație de tip Magnopotamion sau Hydrocharition.
La baza desemnării sitului se află mai multe specii protejate de  pești (2): zvârluga (Cobitis taenia), Valencia hispanica.
Pe lângă speciile protejate, pe teritoriul sitului au mai fost identificate 2 specii de nevertebrate.